# Harira
Harira (arabsky: الحريرة, berbersky: ⴰⵣⴽⵉⴼ) je polévka, která je populární v severní Africe (v Maroku, Alžírsku aj.). Jejím základem jsou luštěniny (čočka nebo cizrna), vývar a rajčata nebo rajčatový protlak. Další ingredience, které se do polévky přidávají se liší, přidává se například kousky masa, cibule, řapíkatý celer, nudle, rýže nebo vejce, a někdy i datle, sušené fíky. Polévka je obvykle ochucena římským kmínem, česnekem, zázvorem, koriandrem, kurkumou nebo pepřem. Na konci přípravy se do polévky někdy přidává tadouira, což je směs vody, mouky a někdy i rajčat, která se přidává na zahuštění. Na okyselení se někdy přidává citronová šťáva.
Harira se tradičně podává jako předkrm nebo během oslav Ramadánu.